# Vanzone con San Carlo
Vanzone con San Carlo ist eine italienische Gemeinde (comune) mit 382 Einwohnern (Stand 31. Dezember 2023) in der Provinz Verbano-Cusio-Ossola (VB), Region Piemont.

## Lage und Einwohner
Die Gemeinde Vanzone con San Carlo liegt 47 km westlich von der Provinzhauptstadt Verbania und 28 km südwestlich von Domodossola auf einer Höhe von 677 m s.l.m. im mittleren Valle Anzasca. Die Gemeinde besteht aus den Fraktionen Vanzone (Gemeindesitz), Roletto, Ronchi Dentro, Ronchi Fuori, Valeggio, Battiggio, San Carlo und Pianezza. Das Gemeindegebiet umfasst eine Fläche von 16 km² und hat 382 Einwohner (Stand am 31. Dezember 2023).
Die Nachbargemeinden sind Antrona Schieranco, Bannio Anzino, Calasca-Castiglione und Ceppo Morelli.

## Geschichte
Auf dem Gebiet der Gemeinde auf ca. 1500 m ü. M. befindet sich eine Goldmine, die in den ersten Jahren des 20. Jahrhunderts verlassen wurde und als miniera dei Cani bekannt ist. 
Im Tunnel befindet sich eine Mineralwasserquelle, die hauptsächlich reich an Eisen und Arsen ist. Dieses Arsenikwasser hat heilende und therapeutische Eigenschaften, die seit dem Mittelalter bekannt sind.

## Sehenswürdigkeiten
- Pfarrkirche Santa Caterina d’Alessandria erbaut zwischen 1642 und 1649 mit einem großen holzgeschitzer Portal; sie bewahrt einen merkwürdiger Barockhochaltar
- Pfarrhaus erbaut 1642
- Turm Battiggio genannt dei cani
- Alte Mühle von Roletto
- Steinbrücke Pont Partüs

## Bildgalerie

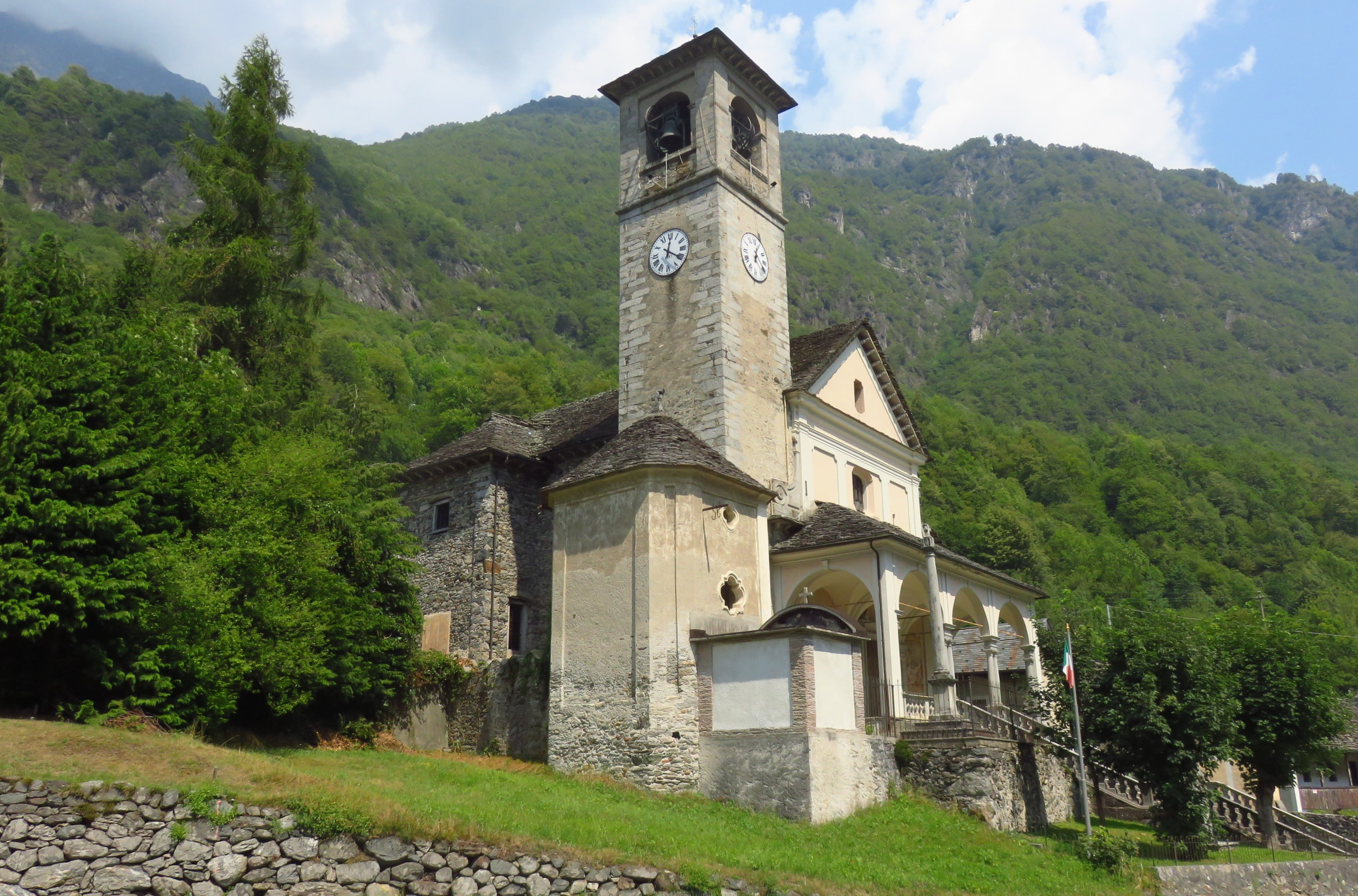
Pfarrkirche San Carlo
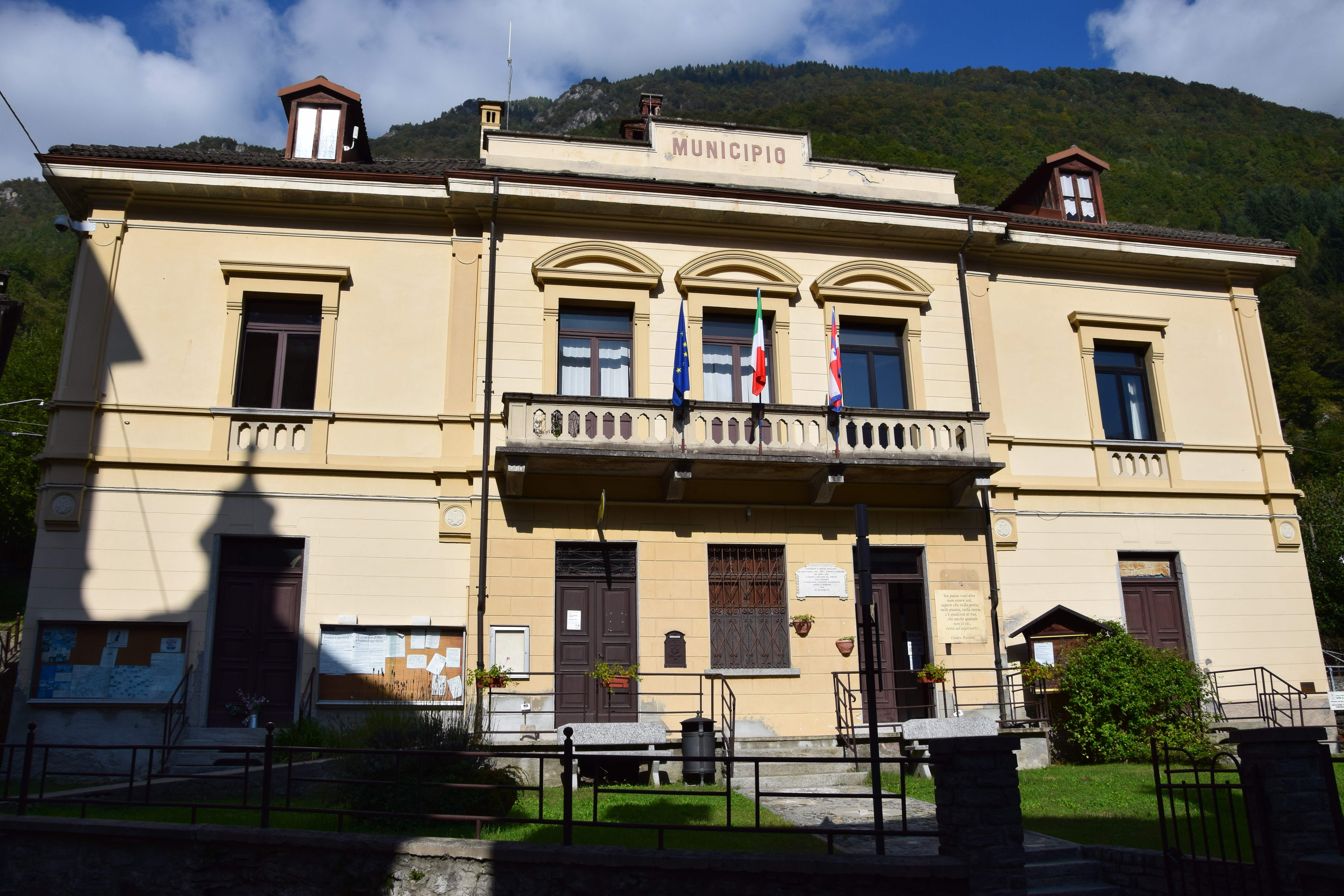
Rathaus im Ortsteil Vanzone
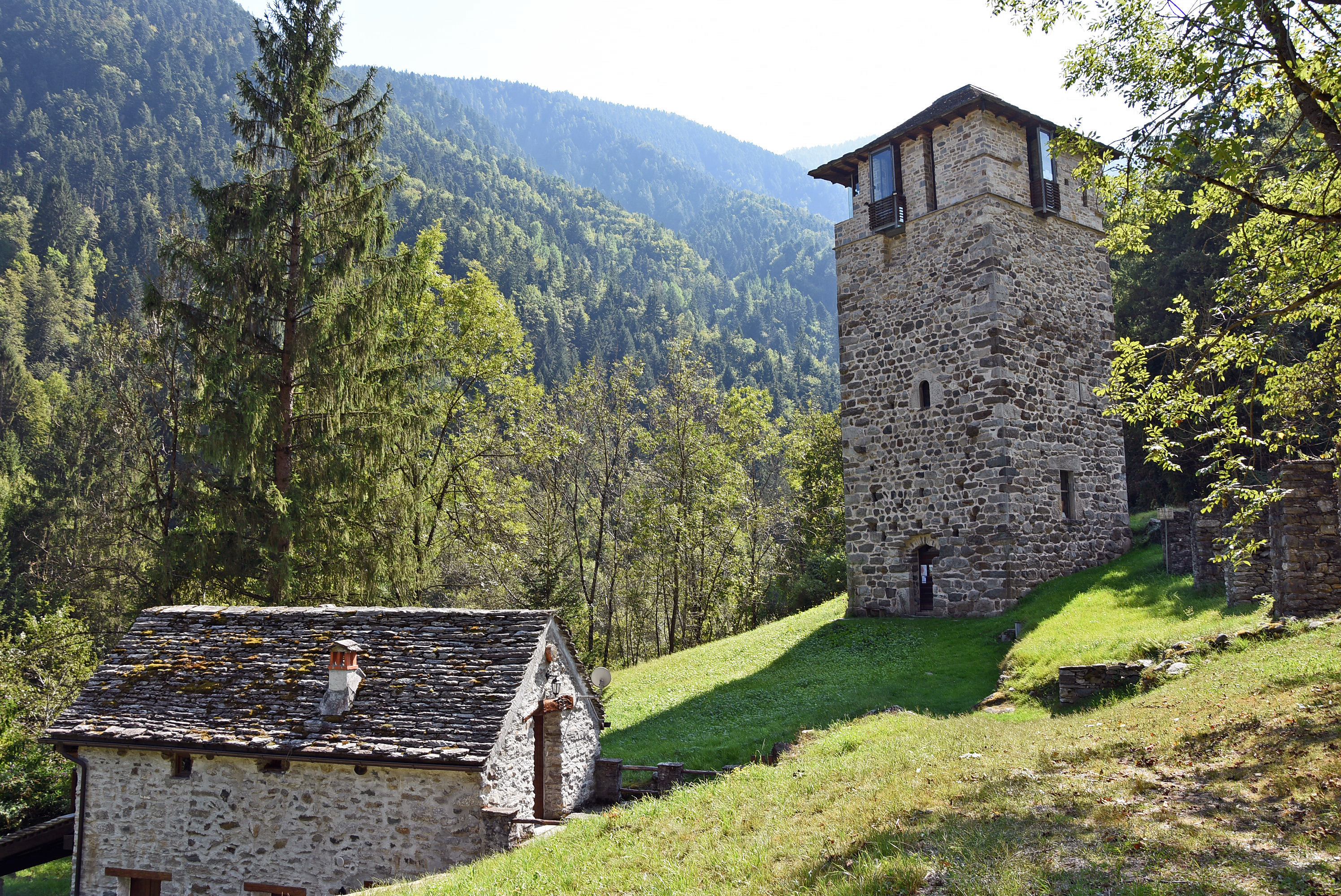
Torre di Battiggio
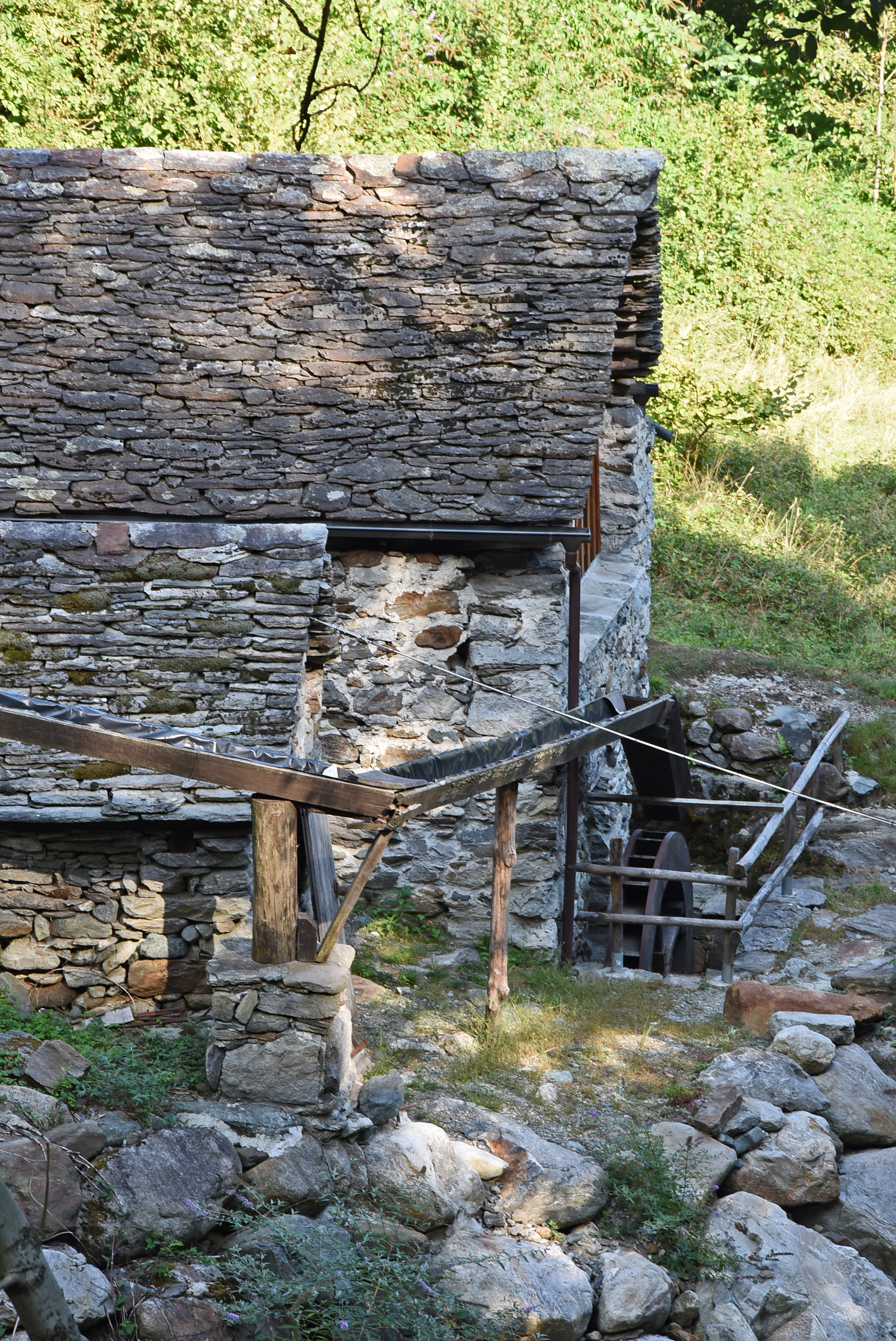
Alte Mühle Roletto
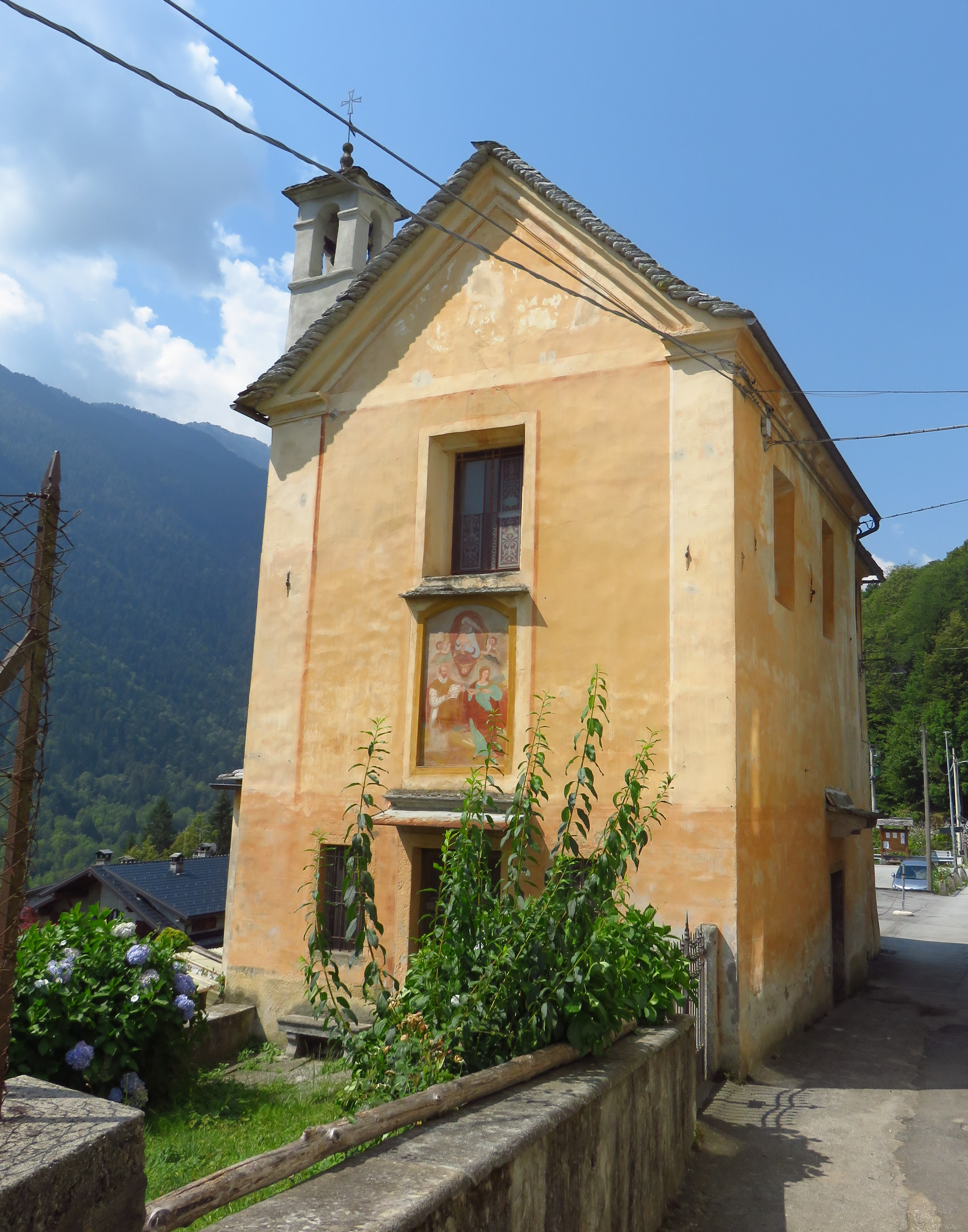
Oratorium in Roletto
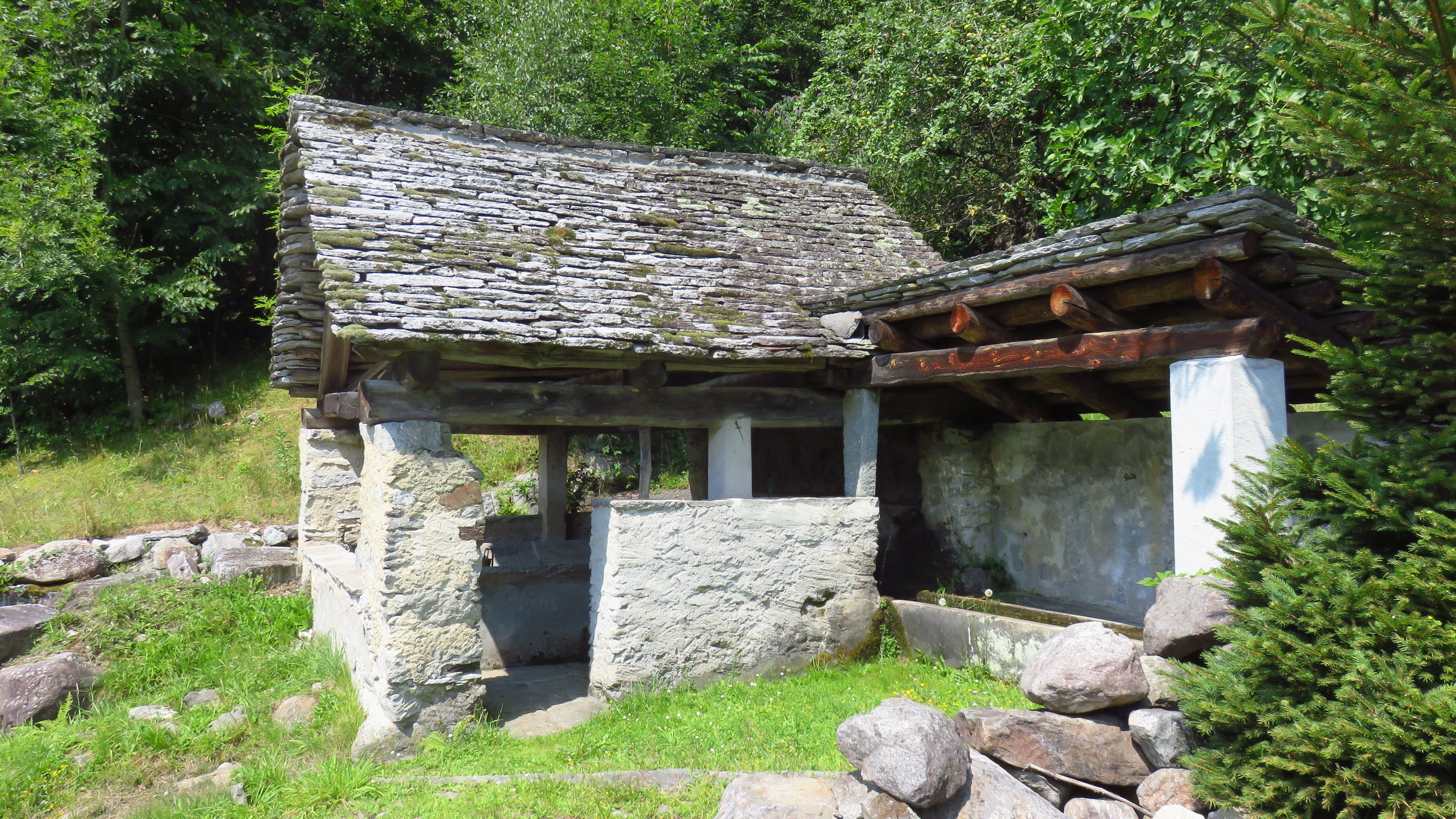
Waschplatz in Roletto

## Persönlichkeiten
- Giovanni Maria Albasino (* um 1715 in Vanzone San Carlo; † nach 1747 ebenda), Künstler, Bildhauer und Altarbauer, Vater von Carlo Maria Albasino. 1747 schuf er den Hochaltar der Pfarrkirche Kippel (VS)[2]
- Carlo Maria Albasino (* um 1740 in Vanzone San Carlo; † nach 1759 ebenda), Künstler, Bildhauer und Altarbauer, Vater von Carlo Maria Albasino. 1756 und 1759 war er in St. Niklaus (VS) erwähnt[3]